# Independent Subway System
Pour les articles homonymes, voir IND et ISS.

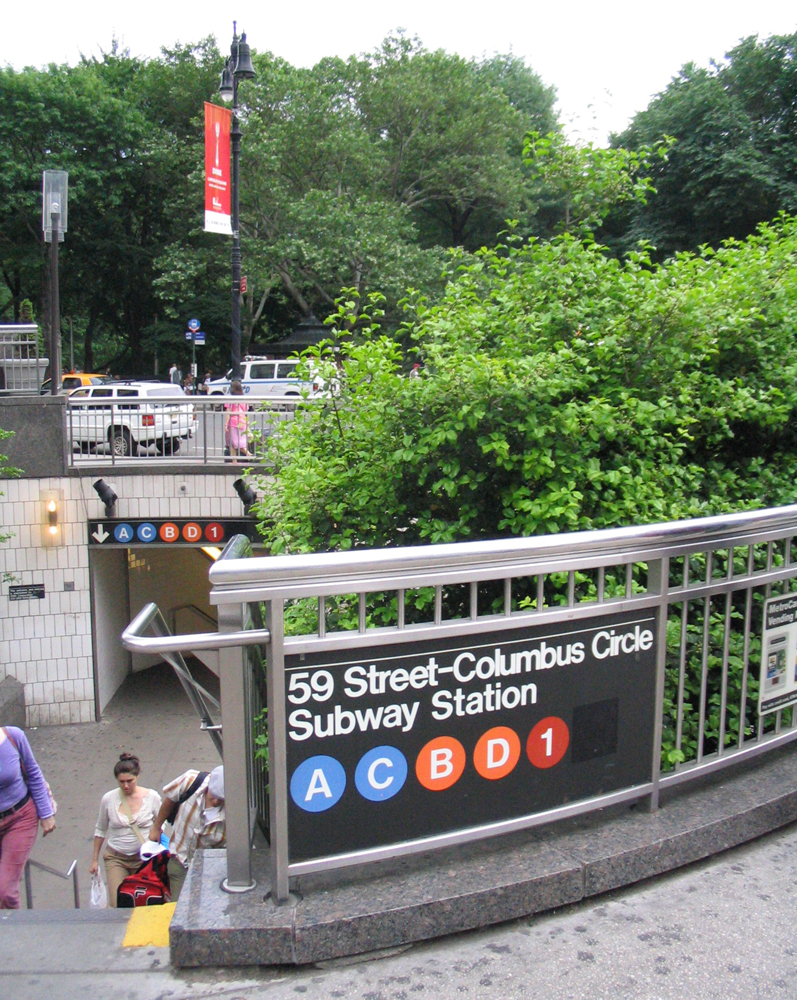
Station de Colombus Circle (les lignes A,B,C,D appartiennent à l'IND).

Le Independent Subway System (IND ou ISS), anciennement connu sous les noms de Independent City-Owned Subway System (ICOS) (« Réseau Métropolitain Municipal Indépendant ») et Independent City-Owned Rapid Transit Railroad (« Métro Municipal Indépendant ») était un réseau de métro de la ville de New York, construit et exploité par la ville entre 1932 et 1940. Sa première ligne (au sens de tronçon du réseau), l'IND Eighth Avenue Line fut ouverte à Manhattan en septembre 1932. Le développement du réseau de l'IND entre 1932 et 1940 constitua la dernière expansion majeure et significative du réseau. L'IND constitue avec l'Interborough Rapid Transit Company (IRT) et la Brooklyn-Manhattan Transit Corporation (BMT)  l'un des trois réseaux historiques et autrefois concurrents à l'origine de l'actuel métro de New York.

## Nomenclature: ICOS, ISS puis IND
À l'origine, le réseau portait le nom de City-Owned Subway System (ICOS) abrégé en Independent Subway System (ISS) ou Independent City-Owned Rapid Transit Railroad par opposition aux deux compagnies privées et concurrentes qui contrôlaient et exploitaient le réseau avant les années 1930, l'IRT (dont la première ligne souterraine ouvrit en 1904) et la BRT, devenue la BMT en 1919. Le sigle « IND » fut adopté à la suite de la consolidation du réseau en 1940, dans le but d'uniformiser l'ensemble des lignes du réseau sous la forme de symboles de trois lettres. 
Le 10 septembre 1932, le premier tronçon de l'IND Eighth Avenue Line fut inauguré, ce qui valut par la suite à l'ensemble du réseau de l'IND le surnom de Eighth Avenue Subway (« Métro de la Huitième Avenue »). En outre, la quasi-totalité du réseau de l'IND était souterrain dans les quatre boroughs qu'il desservait, à l'exception d'une petite portion de l'IND Culver Line à proximité du canal Gowanus dans le quartier de Gowanus, à Brooklyn.

## Histoire

### Une expansion nécessaire du réseau dans un climat politique tendu

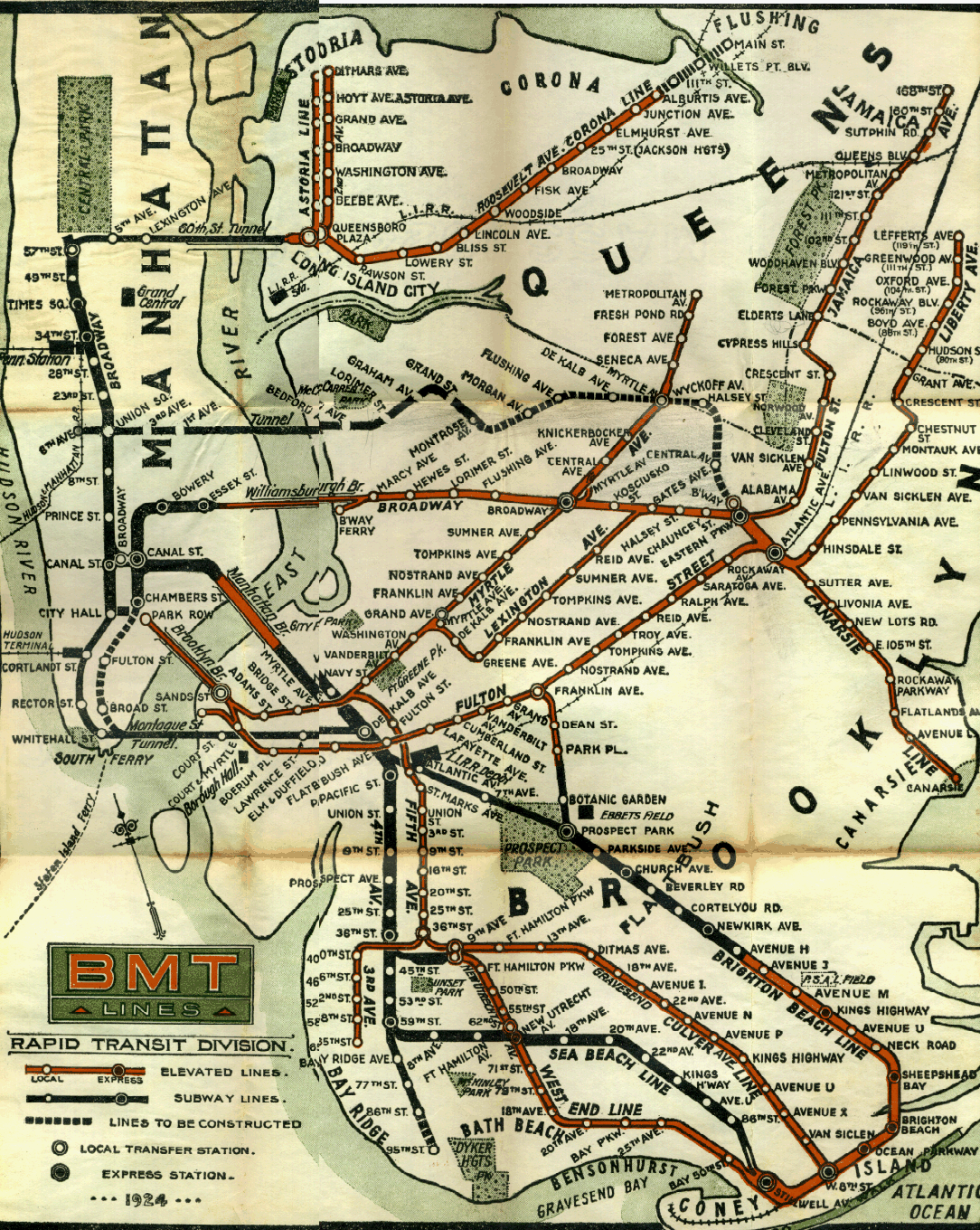
Plan du réseau de la BMT en 1924, incluant les lignes construites sous les Dual Contracts.

John Francis Hylan, maire de New York entre 1918 et 1925 fut à l'origine du projet de création d'un réseau métropolitain indépendant et géré par la ville de New York. Le 25 avril 1921, la New York Transit Commission fut formée dans le but de trouver une solution aux problèmes de la saturation et des retards sur les lignes existantes par tous les moyens, y compris en « reconquérant » les lignes existantes, souterraines comme aériennes auprès des réseaux privés. En 1922, elle publia ainsi un rapport dans lequel elle remit en cause l'expansion du réseau réalisée au travers des Dual Contracts signés entre la ville de New York et l'IRT et la BRT en 1913, en expliquant que « les nouvelles lignes construites en vertu des Dual Contracts, qui ont plus que doublé la longueur des réseaux souterrain et aérien originaux étaient ouvertes depuis quelques années, mais avaient déjà atteint leur capacité maximum.». En conséquence, la commission recommanda une nouvelle expansion significative du réseau en coopération avec l'IRT et la BMT. En mai 1922, elle dévoila un plan de création de nouvelles lignes et de prolongation des lignes existantes au travers de plusieurs projets:
- Extension de la IRT/BMT Corona Line (aujourd'hui IRT Flushing Line) jusqu'à Flushing
- Tunnel souterrain à Staten Island
- Extension de la BMT Broadway Line de 57th St./7th Ave. jusqu'à 155th St./7th Ave.
- Création d'une ligne Crosstown qui irait de Queensborough Plaza dans le Queens à Fulton Street à Brooklyn (actuelle IND Crosstown Line)
- Construction d'un nouveau tunnel sous East River pour relier Fulton Street à Brooklyn au New York City Hall à Manhattan (actuelle station City Hall sur les lignes de la BMT)
- Création d'une ligne à 4 voies (omnibus et express) qui irait de Washington Heights à Lower Manhattan (actuelle IND Eighth Avenue Line)

Il était de notoriété publique que Hylan était hostile aux deux réseaux privés de IRT et de la BRT/BMT qui contrôlaient le métro de New York, notamment parce qu'ils bénéficiaient du soutien de ses alliés politiques. Il les accusait ainsi d'être des monopoles corrompus, et offrant un service de piètre qualité. Cela se traduisit entre autres par un refus de la ville de New York d'augmenter les prix des voyages, fixés à 5 cents avant la Première Guerre mondiale. En outre, alors que l'IRT et la BRT réaffirmèrent la nécessité de créer de nouvelles lignes au cours des années 1920, et leur volonté de les construite à condition que les prix des voyages soient renégociés, ils se heurtèrent à un refus de la part de la ville, qui remit même en cause la réalisation d'une partie des lignes prévues dans les Dual Contracts. Hylan tenta ainsi de s'opposer à la construction de la BMT Canarsie Line et de la BMT Nassau Street Line pourtant prévues dans le cadre du Contract 4. À la suite d'un procès lancé par la BMT en 1924, la ville fut cependant contrainte de remplir ses obligations,.
Le 28 août 1922, Hylan proposa son propre plan d'expansion du réseau, qui prévoyait de prendre le contrôle de 100 miles de lignes existantes, et de construire 100 nouveaux miles de lignes. Selon ses plans, la construction devrait s'achever le 31 décembre 1925, et le nouveau réseau devrait permettre aux habitants de la ville de voyager d'un bout à l'autre de la ville en s'acquittant d'un unique tarif. Le plan de Hylan fut cependant refusé par la New York Transit Commission ce qui mit fin au débat sur l'expansion du réseau jusqu'en 1924.

### 1924-1932: nouveau plan et travaux de construction

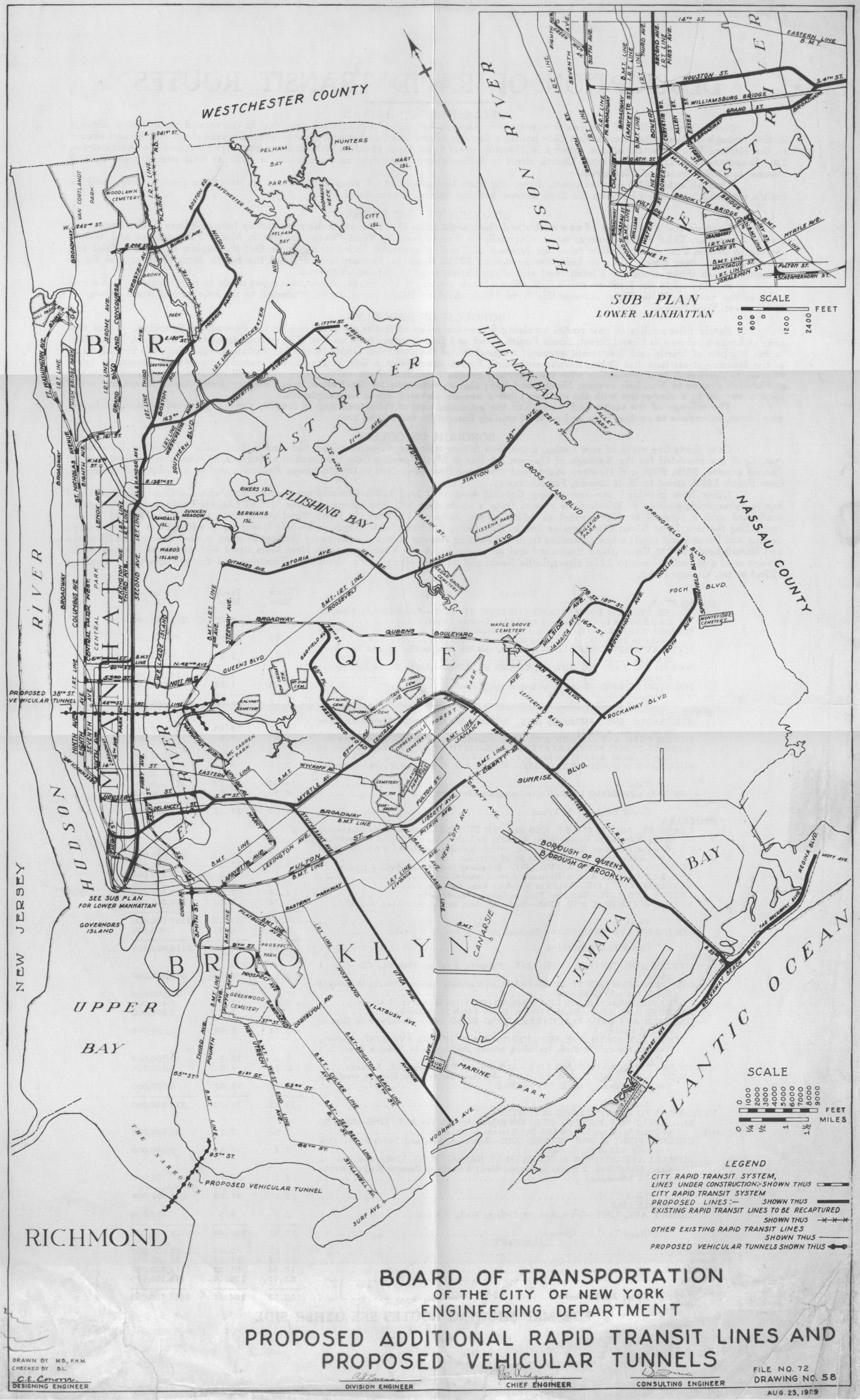
Plan du Second System de l'IND en 1929.

Durant son second mandat, Hylan mit de nouveau en avant ses plans d'expansion du réseau, et le sénateur James Walker se prononça en faveur de deux projets visant à éliminer la New York Transit Commission et à obtenir des financements pour construire le nouveau métro,. Après des négociations houleuses, un compromis fut trouvé au sujet de la Commission, qui était autorisée à continuer son activité de supervision des réseaux existants. En contrepartie, il fut décidé de la création d'un Board of Transportation qui se chargerait de superviser la construction du nouveau réseau, sans possibilité pour Hylan de reprendre le contrôle des lignes existantes comme il l'avait prévu. En outre, le réseau devrait être autonome financièrement ce qui impliquait une hausse des prix des voyages à 6-10 cents pour espérer être rentable.
Le nouveau plan qui fut adopté différait de celui proposé par Hylan en 1922, et prévoyait la construction de deux lignes principales situées sous les Sixième et Huitième Avenues, et la destruction de la ligne aérienne Sixth Avenue EL une fois les travaux de la nouvelle ligne souterraine achevés. Par ailleurs, les projets d'extension des lignes de l'IRT et de la BMT vers les boroughs voisins furent abandonnés. En substance, le plan se composait des projets suivants:
- Création d'une ligne principale (trunk line) sous la Huitième Avenue qui irait de 207th Street à Chambers St./Hudson Terminal dans Manhattan, puis serait prolongée vers Brooklyn en passant sous l'East River (actuelle IND Eighth Avenue Line).
- Création d'une ligne principale (trunk line) sous la Sixième Avenue (actuelle IND Sixth Avenue Line)
- Création d'une ligne sous 53rd Street qui passerait sous l'East River en direction de Long Island City puis passerait sous le Queens Boulevard en direction de Jamaica (actuelle IND Queens Boulevard Line).

Le samedi 14 mars 1925, une cérémonie de lancement des travaux fut célébrée au croisement de St. Nicholas Avenue et de West 123rd Street. Les premiers coups de pioche furent donnés le 3 avril 1925. Il était alors prévu que la ville se chargerait de la construction, et confierait la gestion du réseau à bail à un opérateur privé.
Pendant les travaux de construction, Hylan fit face à des critiques croissantes de la part des new-yorkais. Il lui fut reproché de tenir les deux compagnies privées à la gorge, tout en les critiquant dans le même temps pour la mauvaise qualité du service, les lignes non achevées, et la saturation des métros. Ceci ressortit dans les déclarations de Gerhard Melvin Dahl, nommé directeur de la BMT quatre ans après la faillite de la BRT, qui regretta que l'entreprise doive faire face à « l'opposition amère, personnelle et injuste » du maire John Francis Hylan. De plus en plus de gens se rangèrent ainsi du côté de l'IRT et de la BMT, ce qui eut un impact sur l'issue des élections municipales de 1925 à la suite desquelles Hylan dut céder sa place à Jimmy Walker. Cependant, malgré cette défaite politique, plusieurs objectifs de Hylan furent atteints. En premier lieu, le nouveau réseau reposerait sur les mêmes spécificités techniques que celui de la BMT, ce qui permettrait aux trains du système municipal de circuler sur les voies de la BMT et vice-versa. Par ailleurs, le plan initial fut ajusté, et une ligne passant sous  Fulton Street à Brooklyn fut ajoutée. Celle-ci serait en concurrence directe avec le Fulton St. Elevated exploité par la BMT et dont la dernière section avait été achevée en 1915 dans le cadre des Dual Contracts .
Les travaux avancèrent tout au long de la deuxième moitié des années 1920. Contrairement aux méthodes utilisées par l'IRT, qui avait massivement recours à de la main-d’œuvre, la ville pouvait compter sur des technologies modernes dans la construction de son réseau. Ainsi, lorsque les équipements n'utilisaient pas des technologies à vapeur, ils fonctionnaient soient avec des moteurs à air comprimé, soit grâce à des systèmes électriques.

### 1932-1940: Inauguration, expansion, consolidation
Malgré son implication dans le projet, Hylan n'était plus en poste lorsque la première ligne du nouveau réseau fut inaugurée à minuit le samedi 10 septembre 1932. En outre, c'est dans un contexte tendu, marqué par la démission de son successeur Jimmy Walker une semaine avant l'ouverture de la nouvelle ligne du fait d'accusations de corruption que ce qui constitua la première étape de la dernière expansion significative du réseau fut ouverte au public. La faible disponibilité du maire en poste lors de l'inauguration, Joseph V. McKee fit passer l'événement relativement inaperçu.

## Réseau
Dans le réseau métropolitain actuel, les anciennes lignes de l'IND correspondent aux lignes A à G. Les trois grandes lignes correspondant à l'ancienne IND sont ainsi la Eighth Avenue Line (lignes A,C,E), la Sixth Avenue Line (B,D,F,M) et la Crosstown Line (ligne G). Les noms des lignes de l'IND sont donc des lettres, caractéristiques des lignes de la Division B (BMT et IND).